# Electric Velocipede

Coperta nr. 21/22

Electric Velocipede este o revistă americană de ficțiune speculativă care a început să fie publicată în anul 2001. A câștigat premiul Hugo (Best Fanzine, 2009). Primul număr conținea povestiri de Hal Duncan, Jeffrey Ford, Catherynne M. Valente sau Leslie What.